# Brachypelma klaasi
La tarántula mexicana rosada (Brachypelma klaasi) es una especie de araña endémica del centro-oeste de México. Su nombre científico honra a Peter Klaas, el colector de la especie.

## Apariencia
El cefalotórax es de color negro. La cintura es de color naranja al igual que las patas. El cuerpo de los adultos alcanza una longitud de 16 cm. Como todos los Brachypelma, el macho es más delgado que la hembra.
Brachypelma klaasi habita en zonas semiáridas y bosques tropicales secos, prefiriendo suelos blandos donde puede excavar madrigueras o refugiarse bajo piedras y troncos. Sus hábitos son principalmente nocturnos, y se alimenta de insectos y otros pequeños invertebrados.
Esta especie está considerada en peligro de extinción debido a la pérdida de hábitat y la recolección para el comercio de mascotas. Por ello, está incluida en el Apéndice II de la CITES, lo que regula su comercio internacional para proteger las poblaciones silvestres